# Pascual Jordan
Ernest Pascual Jordan (nacido el 18 de octubre de 1902 en Hannover, Alemania; fallecido el 31 de julio de 1980 en Hamburgo, Alemania) fue un matemático y físico  alemán que hizo significativas aportaciones a la Mecánica cuántica y a la Teoría cuántica de campos.
A Jordan se le confunde a veces con el matemático francés Camille Jordan (Teorema de la curva de Jordan) y con el geodesta alemán Wilhelm Jordan (Eliminación de Gauss-Jordan).

## Historia familiar
Pascual Jordan, antepasado del personaje que nos ocupa, fue un noble español, oficial de caballería que sirvió a Gran Bretaña durante y después de las Guerras Napoleónicas. Jordan se estableció finalmente en Hannover, que en aquellos tiempos era una posesión de la familia real británica. Sus descendientes por línea paterna mantuvieron la tradición de llamar Pascual a sus primogénitos, al tiempo que el apellido se cambiaba a Jordan.
Jordan ingresó en la Hannover Technical University en 1921, donde estudió Zoología, Matemáticas y Física. Como era costumbre entre los estudiantes universitarios de la época, cambió de centro de estudios antes de su graduación. La Universidad de Gottingen, su destino en 1923, se hallaba entonces en el cenit de su capacidad y fama en las matemáticas y las ciencias físicas. En ella Jordan se convirtió en ayudante del matemático Richard Courant primero y más tarde del físico Max Born.

## Trabajos científicos
Junto con Max Born y Werner Heisenberg fue coautor de una serie importante de artículos sobre Mecánica cuántica. Prosiguió hasta convertirse en uno de los pioneros de la Teoría cuántica de campos, para interesarse luego por la Cosmología, antes de la Segunda Guerra Mundial.
El Álgebra de Jordan no asociativa se llama así en honor suyo. Se definió como un intento de crear un álgebra de observables para la mecánica cuántica y la teoría cuántica de campos. Actualmente este objetivo se trata con más frecuencia mediante las Álgebras de von Neumann. Por su parte, las álgebras de Jordan se aplican en geometría proyectiva y en la teoría de números.

## Actividad política
Jordan se incorporó al NSDAP (Partido Nazi) en mayo de 1933. En el mes de noviembre siguiente se unió a la Sturmabteilung (SA) - las tropas de asalto de camisa parda. Se alistó en la Luftwaffe (fuerzas aéreas) en 1939 y trabajó cierto tiempo en el centro de cohetes de Peenemünde. Durante la guerra intentó interesar al partido en varios proyectos de armas avanzadas, que fueron ignorados al estar considerado como "políticamente poco fiable", debido probablemente a sus pasadas relaciones con judíos (principalmente: Courant, Born y Wolfgang Pauli) y con la así llamada "Física judía" (ese estigma recayó también sobre Werner Heisenberg durante algún tiempo bajo los nazis) (véase el artículo Deutsche Physik).
Se ha especulado sobre si Jordan habría compartido el Premio Nobel de Física de 1954, entregado a Max Born, de no haber sido por su afiliación al partido nazi (véanse las referencias de J. Bernstein y de B. Schroer).
Wolfgang Pauli declaró ante las autoridades "rehabilitado" a Jordan, algún tiempo después de la guerra, lo que permitió a Jordan volver a obtener su empleo académico después de un período de dos años y recuperar su pleno estatus como profesor titular en 1953. Jordan, en contra del consejo de Pauli, volvió a entrar en política, después de que terminara el período de desnazificación a causa de las presiones de la Guerra Fría. Fue elegido para un puesto en el Bundestag (Parlamento) por el partido conservador de la Democracia Cristiana. En 1957, bajo el gobierno de Konrad Adenauer, Jordan intervino en el armamento del Bundeswehr (Ejército) con armas nucleares tácticas, a pesar de las protestas manifestadas en el Göttinger Manifest por el grupo Göttinger 18, que incluía a Born, Heisenberg y Pauli. Este y otros asuntos provocaron tensiones en sus relaciones con sus antiguos amigos y colegas.

## Obras selectas
- Born, M.; Jordan, P. (1925). «Zur Quantenmechanik». Zeitschrift für Physik 34 (1): 858. Bibcode:1925ZPhy...34..858B. doi:10.1007/BF01328531.
- Born, M.; Heisenberg, W.; Jordan, P. (1926). «Zur Quantenmechanik. II». Zeitschrift für Physik 35 (8–9): 557. Bibcode:1926ZPhy...35..557B. doi:10.1007/BF01379806.
- Jordan, P. (1927). «Über quantenmechanische Darstellung von Quantensprüngen». Zeitschrift für Physik 40 (9): 661-666. Bibcode:1927ZPhy...40..661J. doi:10.1007/BF01451860.
- Jordan, P. (1927). «Über eine neue Begründung der Quantenmechanik». Zeitschrift für Physik 40 (11–12): 809-838. Bibcode:1927ZPhy...40..809J. doi:10.1007/BF01390903.
- Jordan, P. (1927). «Kausalität und Statistik in der modernen Physik». Die Naturwissenschaften 15 (5): 105-110. Bibcode:1927NW.....15..105J. doi:10.1007/BF01504228.
- Jordan, P. (1927). «Anmerkung zur statistischen Deutung der Quantenmechanik». Zeitschrift für Physik 41 (4–5): 797-800. Bibcode:1927ZPhy...41..797J. doi:10.1007/BF01395485.
- Jordan, P. (1927). «Über eine neue Begründung der Quantenmechanik II». Zeitschrift für Physik 44: 1-25. Bibcode:1927ZPhy...44....1J. doi:10.1007/BF01391714.
- Jordan, P.; von Neumann, J.; Wigner, E. (1934). «On an Algebraic Generalization of the Quantum Mechanical Formalism». Annals of Mathematics 35 (1): 29-64. JSTOR 1968117. doi:10.2307/1968117.